# Gagea nevadensis
La estrella amarilla (Gagea nevadensis) es una planta fanerógama del género Gagea de la familia Liliaceae.

## Descripción
Se trata de una hierba que tiene un bulbo pequeño subterráneo que forma dos hojas filiformes y un tallo muy delgado que también soporta las hojas, éstas son planas con forma de punta de espada. Este tallo da lugar a las flores, sobre pedúnculos que también son muy finos.
Las flores, de las cuales hay generalmente no más de 4 en cada planta, son amarillas y tienen seis pétalos; con cerca de 15 mm de diámetro, que se abren en forma de estrella. Florece en el mes de febrero y principios de marzo.

## Localización
La planta se encuentra principalmente en la región del Mediterráneo, sobre todo en España, Francia, e Italia. Crece principalmente en prados secos.

## Sinonimia
- Gagea iberica N.Terracc.
- Gagea foliosa subsp. alpigena A.Terracc.
- Gagea foliosa subsp. nevadensis (Boiss.) O.Bolòs, Masalles & Vigo
- Gagea soleirolii Mutel
- Gagea soleirolii subsp. nevadensis (Boiss.) E.Bayer & G.López
- Gagea soleirolii var. nevadensis (Boiss.)